# Власоглав
Власогла́в (лат. Trichuris trichiura) — круглый червь, вызывающий заболевание трихоцефалёз.

## Описание
Своё название червь получил за оригинальную форму тела — нитевидную переднюю часть (через неё проходит только пищевод) и значительно более широкую заднюю, в которой находятся все остальные внутренние органы. Яйца власоглава по форме напоминают бочонки, на концах имеются крышки в виде пробок. Яйца светлые, прозрачные, длиной до 50 мкм. Продолжительность жизни паразита составляет до 6 лет. Размеры взрослой особи составляют 35—50 мм. Эти беловатого цвета гельминты обитают в начальном отделе толстой кишки, причём паразитируют только у человека. Власоглавы глубоко внедряются своим утончённым передним концом тела в стенку кишки и питаются тканевой жидкостью и кровью.

## Жизненный цикл
Власоглав паразитирует только в организме человека. Самка власоглава выделяет в течение суток 2000—10000 яиц, которые попадают в просвет кишки и с фекалиями выносятся в окружающую среду. Личиночное развитие паразита идёт без промежуточного хозяина (то есть он является геогельминтом). Во влажной почве при температуре 25—30 °C в яйце развивается личинка, через три-четыре недели яйца становятся инвазионными. Заражение человека происходит при проглатывании яиц, содержащих личинки власоглава. Это возможно при употреблении загрязнённых яйцами овощей, ягод, фруктов или другой пищи, а также воды. В кишечнике человека под действием пищеварительных ферментов оболочка яйца растворяется, из него выходит личинка. Половой зрелости паразит достигает в кишечнике человека через несколько недель после заражения.

## Вред от власоглава
Паразит располагается в кишечнике, где питается кровью человека. Передний конец тела власоглава довольно глубоко погружается в стенку кишки, что может в значительной степени нарушать её целостность и вызывать воспаление. Власоглав вызывает повреждение слизистой оболочки толстой кишки и интоксикацию организма продуктами жизнедеятельности. При массивной инвазии власоглавы могут вызвать воспалительные изменения в аппендиксе. Больные жалуются на боли в животе, голове, головокружение. Массовое развитие паразитов может привести к малокровию.